# Trap House
Trap House – pierwszy album amerykańskiego rapera Gucciego Mane’a. Został wydany 24 maja, 2005 roku w wytwórni Big Cat Records. Wydawnictwo promowały dwa single, "Icy" i "Go Head".

## Lista utworów
1. "Intro" – 0:38
2. "Trap House" – 4:19
3. "That's All" – 4:38
4. "Booty Shorts" – 4:20
5. "Icy" (featuring Young Jeezy & Boo) – 4:43
6. "Two Thangs" – 4:18
7. "Money Don’t Matter" (featuring Torica) – 4:56
8. "That's My Hood" – 4:51
9. "Lawnmower Man" – 4:24
10. "Pyrex Pot" – 4:55
11. "Independent Balling Like a Major #1" – 1:04
12. "Black Tee" (featuring Bun B, Lil Scrappy, Young Jeezy, Killer Mike, & Jody Breeze) – 5:10
13. "Corner Cuttin'" (featuring Khujo) – 4:38
14. "Independent Balling Like a Major #2" – 0:45
15. "Hustle" – 4:45
16. "Damn Shawty" (featuring Young Snead) – 4:11
17. "Go Head" (featuring Mac Bre-Z) – 5:04
18. "Outro" – 0:25

## Historia notowań
| Notowanie (2005)                      | Pozycja |
| ------------------------------------- | ------- |
| U.S. Billboard 200                    | 101     |
| U.S. Billboard Top R&B/Hip-Hop Albums | 20      |
| U.S. Billboard Independent Albums     | 5       |
| U.S. Billboard Heatseekers Albums     | 1       |

### Single
| Title     | U.S. Rap | U.S. R&B |
| --------- | -------- | -------- |
| "Icy"     | 23       | 47       |
| "Go Head" | —        | 51       |